# Уиллемс, Стэн
Стэнли Би «Стэн» Уиллемс (англ. Stanley B "Stan" Willemse; 23 августа 1924, Брайтон, Восточный Суссекс — 5 августа 2011, Брайтон, Юго-Восточная Англия) — английский футболист, защитник «Челси» (1949—1956).

## Карьера
Служил в королевской пехоте Великобритании на Второй мировой войне.
Свою игровую карьеру начал в клубе «Брайтон энд Хоув Альбион». С 1949 года в «Челси», за который провел 221 матч. В 1955 году в составе лондонцев впервые в истории клуба выиграл чемпионат Англии. В 1956 году перешёл в «Лейтон Ориент».